# Donnelly (Idaho)
Donnelly es una ciudad ubicada en el condado de Valley en el estado estadounidense de Idaho. En el año 2010 tenía una población de 152 habitantes y una densidad poblacional de 217,14 personas por km².

## Geografía
Donnelly se encuentra ubicado en las coordenadas 44°43′49″N 116°4′37″O / 44.73028, -116.07694. Según la Oficina del Censo, la localidad tiene un área total de 0,7 km² (0,3 mi²), de la cual 0,7 km² (0,3 mi²) es tierra y 0 km² (0 mi²) (0.0%) es agua.

## Demografía
En el 2000 la renta per cápita promedia del hogar era de $29,583, y el ingreso promedio para una familia era de $31,500. En 2000 los hombres tenían un ingreso per cápita de $22,083 contra $15,625 para las mujeres. El ingreso per cápita para la localidad era de $11,142. Alrededor del 31.4% de la población estaba bajo el umbral de pobreza nacional.